# U-343
| U-343                      | U-343                                                          | U-343                                                          |
| -------------------------- | -------------------------------------------------------------- | -------------------------------------------------------------- |
|                            |                                                                |                                                                |
|                            |                                                                |                                                                |
|                            |                                                                |                                                                |
| Під прапором               | Третій рейх                                                    | Третій рейх                                                    |
| Спуск на воду              | 21 грудня 1942 року                                            | 21 грудня 1942 року                                            |
| Виведений зі складу флоту  | 10 березня 1944 року                                           | 10 березня 1944 року                                           |
| Сучасний статус            | затоплений                                                     | затоплений                                                     |
| Проєкт                     |                                                                |                                                                |
| Тип ПЧ                     | Торпедний ДПЧ                                                  | Торпедний ДПЧ                                                  |
| Основні характеристики     |                                                                |                                                                |
| Швидкість (надводна)       | 17,7 вузлів                                                    | 17,7 вузлів                                                    |
| Швидкість (підводна)       | 7,6 вузлів                                                     | 7,6 вузлів                                                     |
| Робоча глибина занурення   | 100 м                                                          | 100 м                                                          |
| Гранична глибина занурення | 220 м                                                          | 220 м                                                          |
| Екіпаж                     | 44 осіб                                                        | 44 осіб                                                        |
| Розміри                    |                                                                |                                                                |
| Довжина найбільша (по КВЛ) | 67,1 м                                                         | 67,1 м                                                         |
| Ширина корпусу найб.       | 6,2 м                                                          | 6,2 м                                                          |
| Висота                     | 9,6 м                                                          | 9,6 м                                                          |
| Середня осадка (по КВЛ)    | 4,70 м                                                         | 4,70 м                                                         |
| Водотоннажність надводна   | 769 т                                                          | 769 т                                                          |
| Озброєння                  |                                                                |                                                                |
| Артилерія                  | одна палубна гармата калібру 88-мм, одна 20-мм зенітна гармата | одна палубна гармата калібру 88-мм, одна 20-мм зенітна гармата |
| Торпедно- мінне озброєння  | 4 носових і один кормовий ТА. 14 торпед                        | 4 носових і один кормовий ТА. 14 торпед                        |

U-343 — німецький підводний човен типу VIIC, часів  Другої світової війни.
Замовлення на будівництво човна було віддане 20 січня 1941 року. Човен був закладений на верфі суднобудівної компанії «Nordseewerke», у Емдені 1 квітня 1942 року під заводським номером 215, спущений на воду 21 грудня 1942 року, 18 лютого 1943 року увійшов до складу 8-ї флотилії Також за час служби перебував у складі 3-ї та 29-ї флотилій. Єдиним командиром човна був оберлейтенант-цур-зее Вольфганг Ран.
Човен зробив 3 бойових походи, в яких не потопив та не пошкодив жодного судна.
Потоплений 10 березня 1944 року в Середземному морі південніше Сардинії (38°07′ пн. ш. 09°41′ сх. д. / 38.117° пн. ш. 9.683° сх. д.) глибинними бомбами британського тральщика HMS Mull. Всі 51 члени екіпажу загинули.